# Komi
|  | Per a altres significats, vegeu «Komi (desambiguació)». |

El komi és una llengua pèrmica del grup de les llengües ugrofineses, molt relacionada amb el komi-permià i l'udmurt. El seu nom prové de kommu «pàtria», kom «tímal», peix tòtem de l'ètnia o komi mort «gent del Kama». Els russos els anomenaren serjane o ziriè, que potser prové del komi i vol dir «cervesa». El nom compost (komi-ziriè) sovint s'empra per a distingir-lo del komi-permià, malgrat que són dues llengües tan properes que sovint es consideren variants d'una mateixa llengua komi.
Segons xifres del 1989, la llengua komi és parlada pel 74,6% dels komis.

## Dialectes
El komi té deu dialectes: Prisiktivkarski, Nijnevitxegodski, Srednevitxegodski, Luzsko-letski, Verkhnesisolski, Verkhnevitxegodski, Petxorski, Ijemski, Vimski i Udorski. El prisiktivkarski és parlat a la regió de Siktivkar i és la base de la llengua estandarditzada. la divisió dialectal es basa primordialment en l'ús dels fonemes v i l, mentre que alguns es distingeixen per la palatalització de s i t.

## Característiques
El komi (komi-ziriè) es diferencia del komi-permià en:
- Al permià l'accent és mòbil, mentre que al komi és fix en una síl·laba.
- En algunes paraules començades en vocals del permià corresponen al komi començades en v-. Per exemple, od'ź en permià i vod'ź en ziriè, que significa antic.
- El sufix -t del permià correspon a -d en komi. Per exemple tercer es diu kujimαt (permià), koimαd (ziriè), harmad(ik) (hongarès).
- El sufix del considerat «cas consecutiu» -la (que serveix per indicar moviment cap a un lloc) manca en el permià, que fa servir els sufixos -vin i -vαt, que manquen en el komi.

## Alfabet komi
Està basat en l'alfabet ciríl·lic amb algunes consonants pròpies: А/а, Б/б, В/в, Г/г, Д/д, Е/е, Ё/ё, Ж/ж, З/з, И/и, І/і, Й/й, К/к, Л/л, М/м, Н/н, О/о, Ӧ/ӧ, П/п, Р/р, С/с, Т/т, У/у, Ф/ф, Х/х, Ц/ц, Ч/ч, Ш/ш, Щ/щ, Ъ/ъ, Ы/ы, Ь/ь, Э/э, Ю/ю, Я/я.